# Necator americanus
Necator americanus är en rundmaskart. Necator americanus ingår i släktet Necator och familjen Uncinariidae. Inga underarter finns listade i Catalogue of Life.

## Bildgalleri

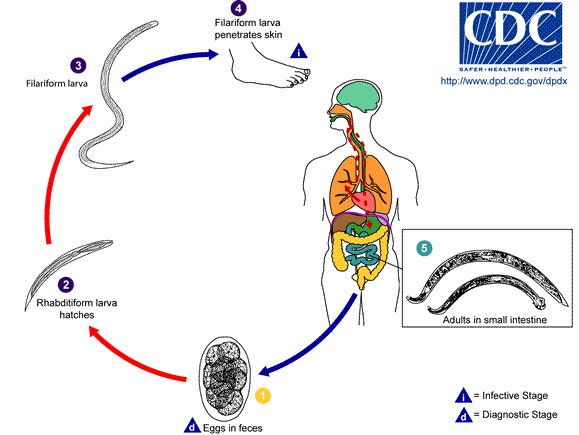
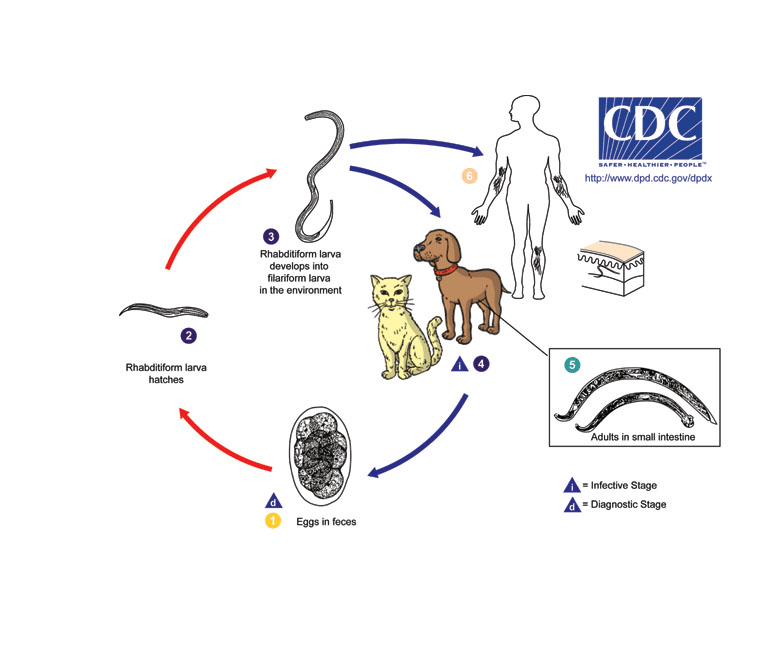